# Werner Peters
Werner Peters (n. 7 iulie 1918, Wiedemar, Saxonia, Germania – d. 30 martie 1971, Wiesbaden, RFG) a fost un actor de teatru și de film, cât și actor de voce german. În întreaga sa carieră de actor între anii 1947 – 1974, a apărut în 102 filme. Printre cele mai cunoscute filme ale sale se numără Supusul (1951), Rosemarie (1958), Cei 1000 de ochi ai Dr. Mabuse (1960), Falsul trădător (1962)  și 36 de ore (1965).

## Biografie
Werner Peters a fost fiul omului de afaceri Roland Peters și al soției sale Ida, născută Höhne. A urmat liceul la Leipzig și, după absolvire, a luat lecții de actorie de la Lina Carstens între 1935 și 1937 la Altes Theater.
Cariera sa în film a început cu rolul principal în filmul Supusul al lui Wolfgang Staudte, o adaptare după romanul lui Heinrich Mann produs în tânăra Republică Democrată Germană. Peters a lucrat apoi în Germania de Vest, apărând mai ales în roluri secundare în filme populare. De asemenea, s-a impus în industria cinematografică europeană și internațională interpretând frecvent personaje sinistre germane sau naziste. A primit Premiul național est-german pentru rolul lui Diederich Hessling din filmul Supusul. Acest tip de rol a rămas lui Peters de-a lungul carierei sale cinematografice, gen pe care mereu l-a interpretat. Alte filme cunoscute din perioada DEFA a lui Peters sunt Der Biberpelz (1949), Povestea micului cocoșat (1953) și Ernst Thälmann – Sohn seiner Klasse (1954).
La sfârșitul anului 1954 s-a mutat în Republica Federală Germană după ruperea de regimul RDG. Din 1955, Peters a locuit mai întâi în Düsseldorf și apoi în Berlinul de Vest. În 1955/56 a jucat la teatrul din Düsseldorf și din 1956 până în 1958 la Schillertheater din Berlin, dar centrul activității sale a continuat să fie filmul.
În anii care au urmat, Peters a fost un actor distribuit în filme germane și internaționale, în mare parte reprezentând un personaj negativ în roluri secundare. Cele mai cunoscute filme includ Nachts, wenn der Teufel kam (1957) cu Mario Adorf, Das Herz von St. Pauli (1957) cu Hans Albers, Rosemarie (1958) cu Nadja Tiller, Der Greifer (1958) cu Hansjörg Felmy. Anii 1960 au fost deosebit de productivi pentru Werner Peters. Printre altele, a jucat în patru filme Dr. Mabuse și câteva adaptări după Edgar Wallace. În filmele americane de război și spionaj, a fost partenerul unor vedete precum Henry Fonda, James Garner și Rod Taylor. La televiziune, Werner Peters a fost invitat să joace în serialele Das Kriminalmuseum și Dem Täter auf der Spur. 
A fost căsătorit din 1966 cu Ursula Burow, cu care a avut un fiu.
În timpul turneului de premieră pentru ultimul său lungmetraj Die Tote aus der Themse, Werner Peters a suferit un atac de cord la Wiesbaden la sfârșitul lunii martie 1971, din care cauză a decedat la vârsta de 52 de ani.

## Filmografie selectivă

### Cinema
- 1947 Zwischen gestern und morgen, regia Harald Braun
- 1948 Affaire Blum, regia Erich Engel
- 1949 Die Buntkarierten, regia Kurt Maetzig
- 1949 Rotation, regia Wolfgang Staudte
- 1949 Der Biberpelz, regia Erich Engel
- 1950 Der Kahn der fröhlichen Leute, regia Hans Heinrich
- 1951 Model Bianka (Modell Bianka), regia Richard Groschopp
- 1951 Supusul (Der Untertan), regia Wolfgang Staudte
- 1952 Karriere in Paris, regia Hans-Georg Rudolph și Georg C. Klaren
- 1953 Anna Susanna, regia Richard Nicolas
- 1953 Die Unbesiegbaren
- 1953 Povestea micului cocoșat (Die Geschichte vom kleinen Muck), regia Wolfgang Staudte
- 1954 Ernst Thälmann – Sohn seiner Klasse, regia Kurt Maetzig
- 1955 Dracul din dealul morii (Der Teufel vom Mühlenberg), regia Herbert Ballmann
- 1955 Sommerliebe
- 1955 Der 20. Juli
- 1955 O seară de petrecere (Ein Polterabend), regia Curt Bois
- 1955 Hotel Adlon, regia Josef von Báky
- 1955 Star fără voie (Star mit fremden Federn), regia Harald Mannl
- 1955 Vor Gott und den Menschen
- 1955 Ernst Thälmann – Führer seiner Klasse
- 1956 Das Sonntagskind, regia Kurt Meisel
- 1956 Die Stimme der Sehnsucht
- 1956 Anastasia – Die letzte Zarentochter
- 1956 Spion für Deutschland
- 1957 În timpul noapții, când venea diavolul (Nachts, wenn der Teufel kam), regia Robert Siodmak
- 1957 Das Herz von St. Pauli
- 1958 Madeleine und der Legionär
- 1958 Lilli – ein Mädchen aus der Großstadt, regia Hermann Leitner
- 1958 Der Greifer
- 1958 Rosemarie (Das Mädchen Rosemarie), regia Rolf Thiele
- 1958 Schmutziger Engel, regia Alfred Vohrer
- 1958 Grabenplatz 17
- 1958 Liebe kann wie Gift sein
- 1958 Blitzmädels an die Front
- 1958 Unruhige Nacht, regia Falk Harnack
- 1958 13 kleine Esel und der Sonnenhof
- 1958 Meine 99 Bräute
- 1958 Romarei, das Mädchen mit den grünen Augen
- 1959 Die feuerrote Baronesse
- 1959 Kriegsgericht
- 1959 Bobby Dodd greift ein
- 1959 Jons und Erdme, regia Victor Vicas
- 1959 Rosen für den Staatsanwalt
- 1959 Geheimaktion Schwarze Kapelle, regia Ralph Habib
- 1959 Comoara din lacul Toplitz (Der Schatz vom Toplitzsee), regia Franz Antel
- 1960 Endstation Rote Laterne
- 1960 Ein Herz braucht Liebe
- 1960 Strafbataillon 999
- 1960 Cei 1000 de ochi ai Dr. Mabuse (Die 1000 Augen des Dr. Mabuse), regia Fritz Lang
- 1960 Hauptmann, deine Sterne
- 1960 Der Hauptmann von Köpenick
- 1961 … denn das Weib ist schwach
- 1961 Unter Ausschluß der Öffentlichkeit
- 1961 Întoarcerea doctorului Mabuse (Im Stahlnetz des Dr. Mabuse), regia Harald Reinl
- 1961 Es muß nicht immer Kaviar sein
- 1961 Diesmal muß es Kaviar sein
- 1961 Auf Wiedersehen
- 1962 În ghearele invizibile ale doctorului Mabuse (Die unsichtbaren Krallen des Dr. Mabuse), regia Harald Reinl
- 1962 Falsul trădător (The Counterfeit Traitor), regia George Seaton
- 1962 Die Tür mit den sieben Schlössern (Die Tür mit den 7 Schlössern), regia Alfred Vohrer
- 1962 Der Teppich des Grauens
- 1962 Nur tote Zeugen schweigen
- 1963 Der Fluch der gelben Schlange
- 1963 Das Feuerschiff
- 1963 Die weiße Spinne
- 1963 Die endlose Nacht
- 1963 Der schwarze Abt
- 1963 Scotland Yard jagt Dr. Mabuse
- 1963 Das Geheimnis der schwarzen Witwe (Das Geheimnis der schwarzen Witwe), regia Franz Josef Gottlieb
- 1964 Das Phantom von Soho
- 1964 Die Gruft mit dem Rätselschloss
- 1964 Einer frißt den anderen, regia Ray Nazarro
- 1964 Zwischenlandung Düsseldorf (Tre per una rapina), regia Gianni Bongioanni
- 1964 Das 7. Opfer
- 1965 36 de ore (36 Hours), regia George Seaton
- 1965 Die schwarzen Adler von Santa Fe, regia Ernst Hofbauer
- 1965 Prin Kurdistanul sălbatic (Durchs wilde Kurdistan), regia Franz Josef Gottlieb
- 1965 Die letzte Schlacht (Battle of the Bulge), regia Ken Annakin
- 1966 Zeugin aus der Hölle
- 1966 Simson ist nicht zu schlagen (A Fine Madness), regia Irvin Kershner
- 1966 I Deal in Danger
- 1966 Die Hölle von Macao
- 1966 Lotosblüten für Miss Quon
- 1967 Geheimnisse in goldenen Nylons (Deux billets pour Mexico), regia Christian-Jaque
- 1967 Geheimauftrag K (Assignment K)
- 1967 Războiul secret a lui Harry Frigg (The Secret War of Harry Frigg), regia Jack Smight
- 1968 Zucker für den Mörder
- 1969 Blonde Köder für den Mörder, regia Harald Philipp
- 1970 Das Geheimnis der schwarzen Handschuhe (L’uccello dalle piume di cristallo), regia Dario Argento
- 1970 Unter den Dächern von St. Pauli
- 1970 Perrak, regia Alfred Vohrer
- 1971 Die Tote aus der Themse, regia Harald Philipp